# Le Prix du désir
Pour plus de détails, voir Fiche technique et Distribution.
Le Prix du désir (titre original : Sotto falso nome) est un film franco-italien réalisé par Roberto Andò et sorti en 2004.

## Synopsis
Daniel Boltanski, écrivain célèbre, sous le pseudonyme littéraire de Serge Novak, doit assister au mariage de Fabrizio, le fils que sa femme Nicoletta a eu d’un précédent mariage. Dans un hôtel de Capri, il a une aventure avec une jeune femme, Mila. Il découvre lors de la cérémonie que celle-ci est l’épouse de Fabrizio.

## Fiche technique
- Titre : Le Prix du désir
- Titre original : Sotto falso nome
- Titre anglais : Strange Crime
- Réalisation : Roberto Andò
- Scénario : Roberto Andò et Salvatore Marcarelli
- Musique : Ludovico Einaudi
- Photographie : Maurizio Calvesi
- Montage : Claudio Di Mauro
- Production : Fabrizio Chiesa et Fabrizio Mosca
- Société de production : Vision Productions, Titti Film, Medusa Film, Vega Film et Sirena Film
- Société de distribution : Vision Distribution (France)
- Pays de production :  Italie,  France et  Suisse
- Genre : drame, romance et thriller
- Durée : 105 minutes
- Dates de sortie :
  - Italie : 27 février 2004
  - France : 10 novembre 2004

## Distribution
- Daniel Auteuil :  Daniel
- Greta Scacchi :  Nicoletta
- Anna Mouglalis :  Milla
- Giorgio Lupano :  Fabrizio
- Magdalena Mielcarz :  Ewa
- Michael Lonsdale :  David Ginsberg
- Serge Merlin :  Le père de Daniel
- François Germond :  Maître Selogmann

## Distinctions
- Prix UCMF au Festival du film d'Avignon

## Réception critique
Pour les Inrocks, le scénario est un « thriller alambiqué » et comporte des « généralités interchangeables ».